# Яссер Ларусі
Яссер Ларусі (фр. Yasser Larouci, араб. ياسر لعروسي, нар. 1 січня 2001, Ель-Уед) — алжирський футболіст, захисник англійського клубу «Шеффілд Юнайтед».
Виступав, зокрема, за клуби «Ліверпуль» та «Труа», а також національну збірну Алжиру.

## Клубна кар'єра
Народився 1 січня 2001 року в місті Ель-Уед. 
У дорослому футболі дебютував 2020 року виступами за команду «Ліверпуль». 
Привернув увагу представників тренерського штабу клубу «Труа», до складу якого приєднався 2021 року. Відіграв за команду з Труа наступні два сезони своєї ігрової кар'єри. Більшість часу, проведеного у складі «Труа», був основним гравцем захисту команди.
До складу клубу «Шеффілд Юнайтед» приєднався 2023 року. Станом на 18 жовтня 2023 року відіграв за команду з Шеффілда 5 матчів в національному чемпіонаті.

## Виступи за збірні
Протягом 2022–2023 років залучався до складу молодіжної збірної Франції. На молодіжному рівні зіграв у 3 офіційних матчах, забив 1 гол.
У 2023 році дебютував в офіційних матчах у складі національної збірної Алжиру.
| Дата       | Місто   | Господарі | Результат | Гості  | Турнір            | Голи | Примітки |
| ---------- | ------- | --------- | --------- | ------ | ----------------- | ---- | -------- |
| 16-10-2023 | Аль-Айн | Єгипет    | 1 – 1     | Алжир  | товариський матч  | -    | 63'      |
| 16-11-2023 | Baraki  | Алжир     | 3 – 1     | Сомалі | Відбір до ЧС 2026 | -    |          |
| 5-1-2024   | Ломе    | Того      | 0 – 3     | Алжир  | товариський матч  | -    | 68'      |
| Усього     |         | Матчів    | 3         |        | Голів             | 0    |          |